# Premis Literaris Ciutat d'Alzira

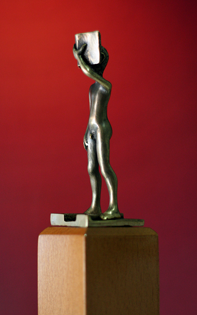
Escultura al·lusiva a la lectura, obra de l'escultor valencià Manolo Boix, que s'entrega als guardonats.

Els Premis Literaris Ciutat d'Alzira són uns premis en llengua catalana convocats per l'Ajuntament d'Alzira (Ribera Alta), la Universitat de València, la Mancomunitat de la Ribera Alta, Bancaixa, el Centre Alzira-València de la UNED i l'editorial Bromera. Cada organitzador dota una de les categories. S'organitzaren per primera vegada l'any 1989 amb una sola categoria, la de novel·la, afegint-ne la de divulgació científica el 1995, narrativa juvenil i infantil el 1996, assaig el 1999, poesia i teatre el 2006.
Els Premis Ciutat d'Alzira són considerats un dels més complets i importants del panorama literari valencià, amb una dotació econòmica important però variable segons l'edició i categoria. Per exemple, l'edició de 2016 la dotació econòmica dels premis anava dels 16.000 € del premi de novel·la als 2.500 € del premi de narrativa infantil. A l'edició 2016 van presentar-se 209 obres.
A més del premi en metàl·lic, els guardonats reben una escultura al·lusiva a la lectura, obra de l'escultor valencià Manolo Boix.

## Categories
- Premi de novel·la Ciutat d'Alzira
- Premi Europeu de Divulgació Científica Estudi General
- Premi d'Assaig Mancomunitat de la Ribera Alta
- Premi Bancaixa de narrativa juvenil
- Premi de narrativa infantil Vicent Silvestre
- Premi de poesia Ibn Jafadja
- Premi de teatre Ciutat d'Alzira Palanca i Roca
- Premi Enric Solbes d'Àlbum Il·lustrat Consorci Ribera i Valldigna[4]